# Antonio López Gómez
Antonio López Gómez (Madrid, 1925 – 14 de gener de 2001) va ser un prestigiós geògraf espanyol i acadèmic de la Reial Acadèmia de la Història.

## Biografia
Es llicencià en filosofia i lletres a la Universitat de Madrid, on fou deixeble d'Eloy Bullón Fernández, Manuel de Terán Álvarez i Amando Melón y Ruiz de Gordejuela. Va dedicar la seva vida a la recerca i a la docència, El 1955 fou professor a la Universitat Politècnica de València, on el 1964 hi va fundar el Departament de Geografia i la revista Cuadernos de Geografía, i encapçalà l'aparició de l'anomenada "escola valenciana", caracteritzada per la valoració de l'enfocament físic de la geografia.
El 1970 fou nomenat cap del Departament de Geografia de la Universitat Autònoma de Madrid, així com secretari general de l'Institut Juan Sebastián Elcano del CSIC. Es va especialitzar en l'estudi del clima i les seves conseqüències en la geografia agrària. Va realitzar nombrosos estudis de la geografia del País Valencià i sobre les aportacions d'importants geògrafs i topògrafs històrics espanyols. El 1986 va ingressar com a acadèmica a la Reial Acadèmia de la Història

## Obres
- La región valenciana (1966)
- Valencia (1968)
- Les condicions físiques (1970).
- Riegos y cultivos en la huerta de Alicante (1951)
- Evolución agraria de la Plana de Castellón (1957)
- Riegos y cultivos en las huertas valencianas (1964)
- La huerta de Castellón (1966)
- Los transportes urbanos de Madrid (1983)
- Els embassaments valencians antics (1987)
- Cartografía del sXVIII. Tomás López en la Real Academia de la Historia (2006)